# Lannaskede göl
Lannaskede göl är en sjö i Vetlanda kommun i Småland och ingår i Emåns huvudavrinningsområde.